# Iglesia de San Pedro (Grao de Castellón)
La iglesia parroquial de San Pedro es un templo católico situado en las calles Churruca y Monturiol en el núcleo urbano del Grao, Castellón de la Plana (España). 
Está dedicada al apóstol San Pedro, considerado el patrón de los pescadores, principal oficio de los habitantes de la zona en la época de su creación. Su territorio parroquial abarca todo el distrito marítimo, incluyendo la iglesia de San Pablo ubicada en el camino Serradal y la capilla de Santa Ana en la avenida Ferrandis Salvador. Se trata de la única parroquia del municipio castellonense que pertenece al arciprestazgo de la Costa de la Diócesis de Segorbe-Castellón junto a otras parroquias de la comarca de la Plana Alta y no a los dos arciprestazgos a los que pertenecen el resto de parroquias de la ciudad.
Su edificio actual, construido entre 1946 y 1948 por el arquitecto Vicente Traver Tomás fue declarado Bien de relevancia local en 1998.

## Historia
El 27 de octubre de 1852 se colocó la primera piedra de la que iba a ser la primera iglesia del Grao de Castellón, en esa época un barrio en crecimiento en el que se estaba estudiando la construcción de un puerto. La obra fue iniciativa del arcipreste Ramón Sanahuja y se financió con el dinero procedente de la venta de la ermita de San Juan, derribada en 1857 y que se ubicaba en el núcleo histórico de la ciudad, así como con donativos privados y el trabajo voluntario de los fieles. Así mismo, parte de su decoración y elementos religiosos provenía igualmente de la citada iglesia derribada. Este templo estaba situado aproximadamente en lo que ahora es el cruce de la avenida San Pedro con la plaza de la Virgen del Carmen, quedando por delante del Edificio del Reloj del colegio Juan Sebastián Elcano. Como la mayoría de bienes religiosos de Castellón, la iglesia del Grao fue asaltada e incendiada al comienzo de la guerra civil española y mandada demoler poco tiempo después.
Finalizada la guerra en 1939 se constituye la Junta Restauradora de Templos con la misión de reconstruir las iglesias desaparecidas o dañadas durante la contienda, incluyendo la del Grao. El 16 de julio de ese mismo año se coloca la primera piedra del nuevo edificio en una nueva ubicación entre las calles Monturiol, Churruca y Mosén Lorenzo Cot. El proyecto fue realizado por el arquitecto diocesano y alcalde de Castellón Vicente Traver. En un primer momento las obras debían financiarse con la venta de medallas y sellos conmemorativos, pero el precio y la escasez de los materiales de construcción hicieron que el Estado concediera una subvención de 237 000 pesetas y los pescadores y comercios de la zona donaran 197 000 pesetas, dinero con el que se pudieron ejecutar la cimentación y los muros hasta los 2 m de altura, habiendo completado solo la capilla del Santísimo donde se celebraba la misa.
En 1946 se paralizan las obras por falta de fondos y el obispo de Tortosa Manuel Moll Salord autorizó la creación de la  Junta Local Constructora del Grao separada de la de Castellón para acelerar la construcción del nuevo templo obteniendo las más de 450 000 pesetas necesarias para finalizar el proyecto, dinero que se consiguió mediante nuevas donaciones populares y la cesión del 0,5 % de los ingresos de la cofradía de pescadores, así como con el abaratamiento de costes contratando proveedores locales y demandando favores gubernamentales. Con esto el dinero alcanzó hasta 1948, siendo el día de la festividad del santo, el 29 de junio, la fecha prevista para la inauguración de la iglesia. Sin embargo las obras no estaban concluidas y aunque el templo fue el centro religioso de las festividades dedicadas a su patrón y a la Virgen del Carmen, no se pudo bendecir el edificio.
De nuevo se tuvo que buscar una nueva financiación que recayó mayoritariamente en prestamistas que ofrecieron una suma de 56 500 pesetas, el arcipreste de la ciudad  Joaquín Balaguer Martinavarro dio otras 50 000 pesetas, el gobernador civil donó 5000 pesetas y el ayuntamiento otras 2000 pesetas, y el arquitecto renunció a sus honorarios. Igualmente se separó la obra de la casa rectoral pagada íntegramente por la diócesis ante la urgencia de proporcionar una vivienda al sacerdote. Finalmente el templo fue inaugurado, bendecido y elevado a parroquia el 29 de junio de 1949. 
La construcción se dio por finalizada, pero eran muchos los detalles por concluir que pasarían a ser financiados por la cofradía de pescadores. En 1956 se lleva a cabo el revoco de la fachada y la instalación de la vidriera del rosetón, en 1962 comenzó la decoración del interior de la iglesia, en 1999 se encargó a Alberto Guallart Ramos la creación de diversos paneles cerámicos devocionales para decorar las puertas principales del templo, un conjunto de 4 paneles cuyos azulejos fueron conformados por vía semiseca y decorados a mano alzada sobre estarcido con una monocromía color azul cobalto, y entre el año 2000 y el 2001 se construye el campanario impulsado por un grupo de amigos de la localidad que consiguieron reunir el presupuesto de 22 millones de pesetas necesarias para la obra arquitectónica de la diputación provincial y del ayuntamiento, mientras que el faltante para la instalación del reloj y las campana fue donado por la autoridad portuaria, Iberdrola, la cofradía de pescadores, la asociación de comercio local y varias cofradías religiosas, inaugurándose el 20 de mayo de 2001.

## Arquitectura

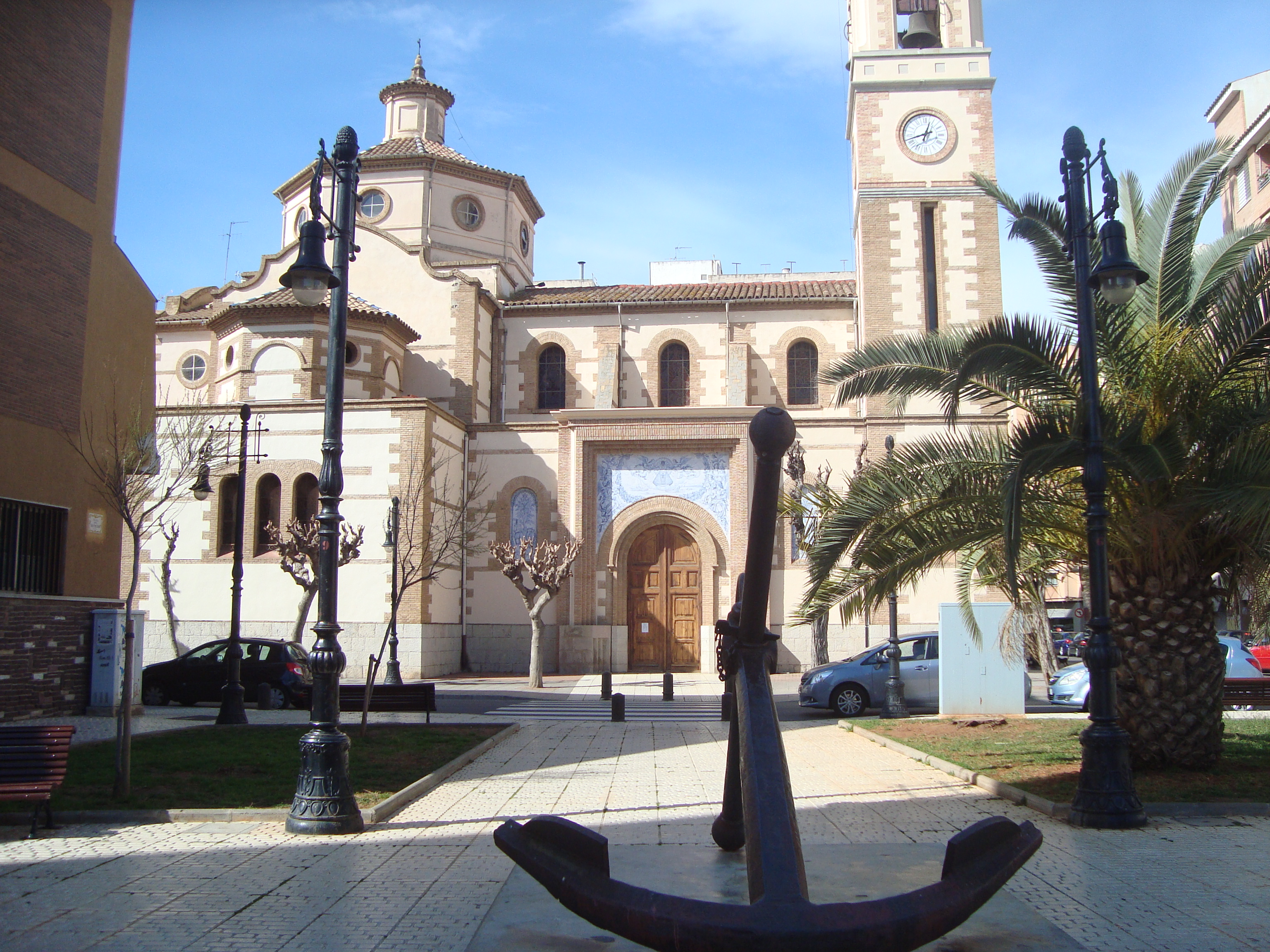
Vista de la fachada de la calle Churruca

La Iglesia de San Pedro un edificio de planta rectangular, de una sola nave de cuatro tramos y un transepto que solo se desarrolla en uno de sus lados donde se ubica la capilla del Sagrario. El crucero se remata con una cúpula ochavada con tambor y linterna. Las capillas laterales estaban unidas por corredor  pero se aislaron
posteriormente al construir un coro alto a los pies del templo. La techumbre es de madera y se sostiene por grandes arcos apuntados.
Originalmente se planteó el edificio como exento con fachadas en tres de sus laterales, pero en la recayente a la calle Mosén Lorenzo Cot se construyó el centro parroquial con patio y jardín. La fachada principal que da a la calle Monturiol muestra
una gran puerta con arco de medio punto abocinado. Sobre el arquitrabe de la puerta bajo una serie de arquivoltas de ladrillo visto se encuentra el panel cerámico devocional donde se ve a San Pedro pescador en una barca recogiendo las redes cargadas de peces y a su izquierda se observa una ciudad y castillo amurallada cercana al mar en clara referencia a Castellón de la Plana; en las esquinas superiores del arquitrabe, a la derecha aparece un gallo, símbolo de la Pasión de Cristo referidos al Santo; y a la izquierda unas cadenas en relación a su advocación de San Pedro ad Vincula. En el segundo cuerpo de la fachada un arco apuntado envuelve el rosetón y en los laterales, dos espacios cúbicos semejando torres inacabadas, siendo el derecho el aprovechado para construir el campanario rematado con espadaña que cuenta con dos relojes mecánicos hacia las calles principales y un reloj de sol en su cara sur. En la fachada recayente a la calle Churruca está dedicada a la patrona de Castellón y se compone por un panel sobre la puerta que muestra a la Virgen del Lledó surgiendo de una concha desde el mar rodeada de ángeles, y otros dos a ambos lados de la puerta, el de la derecha representando el momento de la Santa Troballa con el mítico labrador Perot de Granyana arando sus tierras junto a un lledoner; y a la izquierda una escena con marineros  ofrendando a la patrona los frutos del mar.
En esta obra Vicente Traver realizó versiones historicistas de la arquitectura tradicional valenciana, tomando elementos del románico, del gótico y del barroco.

## Campanas
La iglesia dispone de 8 campanas emplazadas en dos salas y otra en la espadaña de la torre. Prácticamente todas se fundieron en 2001 en Montehermoso (provincia de Cáceres).
- En la espadaña se sitúa la campana Immaculada, la más antigua del templo ya que fue fundida en 1945 en la localidad de Silla (provincia de Valencia), tiene un peso de 53 kg y un diámetro de 45 cm.

En la sala alta se encuentran:
- Sant Josep, tiene un peso de 29 kg y un diámetro de 37 cm.
- Sant Vicent, tiene un peso de 49 kg y un diámetro de 44 cm.
- Sant Pau, tiene un peso de 77 kg y un diámetro de 51 cm.
- Sant Francesc Xavier, tiene un peso de 138 kg y un diámetro de 62 cm.

En la sala baja se encuentran:
- Mare de Déu del Lledó, tiene un peso de 235 kg y un diámetro de 74 cm.
- Mare de Déu dels Dolors, tiene un peso de 481 kg y un diámetro de 94 cm.
- Mare de Déu del Carme, tiene un peso de 729 kg y un diámetro de 108 cm.
- Sant Pere Apòstol, tiene un peso de 1001 kg y un diámetro de 120 cm.